# تأثير متى

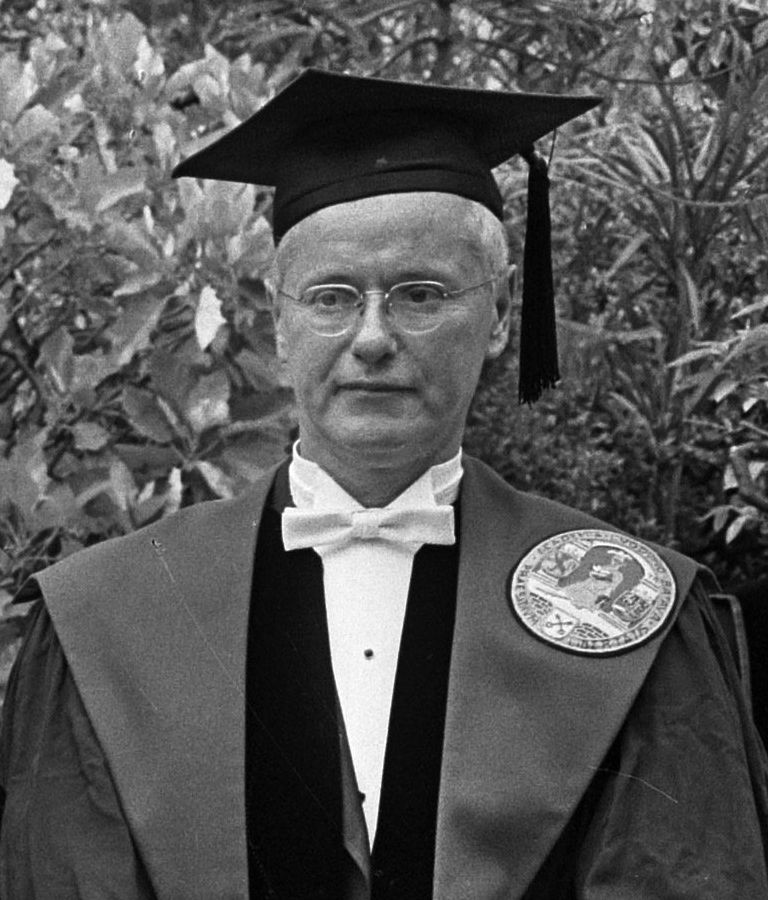

وصف كيث ستانوفيتش تأثير متى في التعليم بناءً على تأثير متى في علم الاجتماع. وترجع تسمية تأثير متى بهذا الاسم إلى إحدى آيات (إنجيل متى 25:29) في العهد الجديد:؛ والتي تقول «لأن كل من له يعطي فيزداد، : ومن ليس له فالذي عنده يؤخذ منه.»
واستخدم ستانوفيتش هذا المصطلح ليصف إحدى الظواهر التي لاحظها عندما أجرى بحثًا حول كيفية اكتساب القراء الجدد لمهارات القراءة: ويؤدي النجاح المبكر في اكتساب مهارات القراءة إلى المزيد من النجاحات في القراءة فيما بعد كلما تقدم المتعلم في العمر، بينما قد يكون الفشل في تعلم القراءة قبل السنة الدراسية الثالثة أو الرابعة مؤشرًا يدل على وجود مشاكل دائمة في تعلم مهاراتٍ جديدة. ويرجع ذلك إلى أن الأطفال الذين يتخلفون عن أقرانهم في تعلم القراءة سيقرءون بمعدل أقل، وبالتالي تزداد الفجوة بينهم وبين أقرانهم. وفيما بعد، عندما يحتاج الطلاب إلى «القراءة للتعلم» (حيث كانوا من قبل يتعلمون القراءة نفسها)، تشكل مشكلة صعوبة القراءة عندهم عائقًا كبيرًا في تعلم معظم المواد. وهكذا، يزداد معدل تأخر مستوى الطلاب عن أقرانهم في المدرسة بشكلٍ كبير.
ويصف كيث ستانوفيتش هذا الموضوع قائلًا (أدامز، 1990، صفحة 59–60):

### مفاهيم مشابهة
- الحلقة الإيجابية والحلقة المفرغة
- التغذية العكسية الإيجابية

## قائمة المراجع
- Bahr, Peter Riley. (2007). Double jeopardy: Testing the effects of multiple basic skill deficiencies on successful remediation. Research in Higher Education, 48, 695&ndash;725.
- Rigney, Daniel, The Matthew Effect: How Advantage Begets Further Advantage, Columbia University Press, 2010.
- Stanovich, Keith E. (1986). Matthew Effects in Reading: Some Consequences of Individual Differences in the Acquisition of Literacy. Reading Research Quarterly 21 (4), 360&ndash;407.
- Stanovich, Keith E. (2000). Progress in Understanding Reading: Scientific Foundations and New Frontiers. New York: Guilford Press.